# Faune utile
En agriculture et horticulture, on appelle faune utile ou animaux utiles les animaux considérés comme bénéfiques aux cultures ou aux équilibres agroécologiques et écologiques. Cette faune utile comprend notamment les « ennemis naturels des ravageurs », tels que par exemple les mangeurs de pucerons  (ou « aphidiphages »). Dans le domaine du jardinage, de la viticulture, des vergers et de l'agriculture, on en considère certains comme Organismes auxiliaires.
Ainsi pour sensibiliser les enfants des écoles à l'importance de ces espèces, M Girard a publié en 1879 un « Catalogue raisonné des animaux utiles et nuisibles de la France ». Ces notions d'utiles et de nuisibles tendent ensuite à progressivement être relativisées, au profit d'approches plus scientifiques et plus systémiques et agroécologiques dans le cas de l'agriculture. 

## Enjeux agroécologiques
On cherche, parfois depuis longtemps à protéger cette faune, voire à la favoriser. C'est le cas par exemple dans certains éléments de la trame verte et bleue, et notamment dans certaines haies qui - comme dans les systèmes bocagers ou viticoles- peuvent être ou redevenir des réservoirs d'espèces dites « utiles » et d'auxiliaires de l'agriculture, des vergers et des jardins,,. 
De même certaines espèces jugées utiles ou nécessaires (abeilles domestiques, coccinelles) doivent être épargnées par certains pesticides pour qu'ils puissent recevoir une autorisation de mise sur le marché, ou pour réduire certains effets agronomiques néfastes. 
Dans certains cas les insecticides chimiques sont remplacés par ces auxiliaires ; on parle alors de lutte intégrée et de lutte biologique, qui cherche à utiliser avec profit pour une culture (de carottes par exemple) la faune utile présente dans l'environnement proche. Cette dernière (ex : vers de terre, coccinelles, staphylins, coccinelles, chrysopes, syrphes, abeilles, bourdons carabes, amphibiens, reptiles, rapaces et autres prédateurs de rongeurs...)  peut être attirée près des cultures par des arbres « hors-forêts » (c'est-à-dire isolés, alignés, en têtards ou en bosquet) des haies, des bandes enherbées et des bandes non-cultivées où l'on sème des plantes spécifiquement choisies pour attirer ces espèces utiles et leur fourni un abri. 

## Enjeux de protection
Le concept anthropocentré d'espèce utile (utiles à l'homme) semble ancien , mais il n'a été défini ou précisé dans la loi qu'assez récemment, quand certaines de ces espèces ont commencé à disparaitre ou régresser et qu'il est apparu utile ou nécessaire voire urgent de les protéger. 
Au XIXe siècle on constate en effet que certaines des espèces reconnues comme utiles pouvaient être menacées, et que beaucoup d'entre elles (oiseaux notamment) était des espèces migratrices qui nécessitaient donc d'être protégées dans plusieurs pays et sur leurs axes de migration pour qu'elles puissent continuer à rendre les services attendus à l'agriculture et aux jardiniers ou forestiers.

Jean-Frédéric-Emile Oustalet (1844-1905) après avoir documenté la régression alarmante de certains oiseaux réputés utiles (dans plusieurs pays), après avoir publié un livre : «  La  protection  des  oiseaux  », après le succès d'une conférence consacrée en 1895 à la protection des oiseaux utiles, avec un  « Comité  omithologique  international » crée la Convention de Paris du 19 mars 1902, relative à la protection des oiseaux utiles à l'agriculture. La France avait porté un projet de création de 3 listes internationales qui pour clarifier le droit différencieraient 1) des  oiseaux  utiles, des oiseaux  gibier  et  des oiseaux  nuisibles.  Les négociations n'ont pas permis de la concrétiser, les avis étant trop partagés sur la notion de nuisible, mais une  convention  internationale  a été proposée lors du troisième Congrès international d'ornithologie (Paris 26 au 30 juin 1900), qui a abouti à un traité (du 19 mars 1902), qui sera l'un des premiers textes juridique de protection de la nature.

## Typologie
Parmi ces taxons, on les classe souvent en 
- prédateurs ou de parasites de certains ravageurs
- pollinisateurs.